# アッペンツェル・アウサーローデン準州

アッペンツェル・アウサーローデン準州の位置

アッペンツェル・アウサーローデン準州 (アッペンツェル・アウサーローデンじゅんしゅう、Appenzell Ausserrhoden) は、スイスのカントン（州）。人口は5万4543人（2015年12月）。州都はヘリザウ。行政区はなく、20の基礎自治体に分かれている。

## 地理

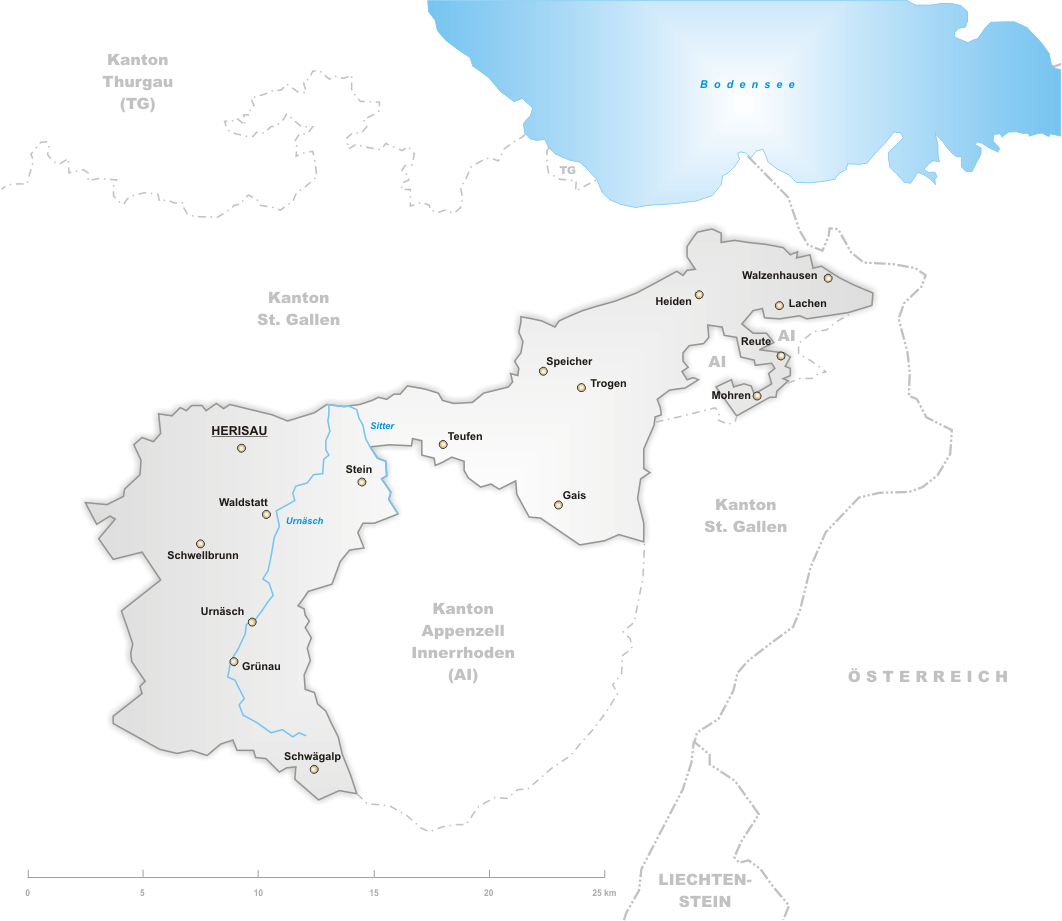
アッペンツェル・アウサーローデン準州の地図

アッペンツェル・アウサーローデン準州はスイスの北東に位置している。

## 歴史
1597年にそれまでのカントンアッペンツェルからプロテスタントカントンとして分離成立した。